# Stadion Miejski w Kalamacie
Stadion Miejski – wielofunkcyjny stadion w Kalamacie, w Grecji. Został otwarty w 1976 roku. Obiekt może pomieścić 4496 widzów. Swoje spotkania rozgrywają na nim piłkarze klubu PS Kalamata.